# Christmas from the Heart
Christmas from the Heart är ett julalbum från 1998 av Kenny Rogers.

## Översikt
Albumet fick inte bra kritik. Kenny Rogers sjunger på några av låtarna, andra är tagna från en musikal med samma namn. Många blev besvikna, och vissa adult contemporary-versioner av de traditionella julsångerna sjungs av barn."

## Låtlista
1. It's Just Not Christmas (Sandin, Smith-Cochran) [3:09]
2. The Christmas Song (Torme, Wells) [2:49]
3. My Favorite Things (Hammerstein, Rodgers) [2:42]
4. White Christmas (Berlin) [2:57]
5. Let It Snow! (Cahn, Styne) [2:07]
6. O Come All Ye Faithful (Oakeley, Wade) [3:16]
7. Hey Little Christmas Tree (Golden, Hartman, Rogers) [3:04]
8. Merry Christmas (Golden, Hartman, Rogers) [1:44]
9. Money Isn't What Really Matters (Golden, Hartman, Rogers) [2:30]
10. Heroes (Golden, Hartman, Rogers) [2:20]
11. I Wanna Be a Christmas Present (Golden, Hartman, Rogers) [2:20]
12. The Ballerina Song (Golden, Hartman, Rogers) [3:50]
13. Help Somebody Find Their Way (Golden, Hartman, Rogers) [2:20]
14. If I Only Had Your Heart (Golden, Hartman, Rogers) [3:50]
15. Mister Perfect (Golden, Hartman, Rogers) [2:35]
16. I Promise You (Golden, Hartman, Rogers) [3:30]
17. The Toy Shoppe (Golden, Hartman, Rogers) [3:10]
18. Til the Season Comes Around Again (Goodrum, Jarvis) [3:53]

## Nylansering
2008 återutgav skivmärket Koch albumet, då med sista spåret borttaget.

### Fotnoter
1. ↑  ”AllMusic Review - Christmas from the Heart”. AllMusic. https://www.allmusic.com/album/christmas-from-the-heart-mw0000046349. Läst 20 november 2008.

Den här artikeln är helt eller delvis baserad på material från engelskspråkiga Wikipedia.